# Brian Percival
Brian Percival est un réalisateur britannique, travaillant principalement pour la télévision.
Il a réalisé des épisodes pour les séries télévisées suivantes : Pleasureland, North and South, ShakespeaRe-Told, The Ruby in the Smoke et The Old Curiosity Shop.
Son premier court métrage About a Girl, durant seulement 9 minutes, a remporté un prix au British Academy Film Award du meilleur court-métrage, ainsi que plusieurs prix au Festival du film en 2001.

## Filmographie

### Cinéma
- 2013 : La Voleuse de livres (The Book Thief)

### Télévision
- 2010-.... : Downton Abbey
  - - épisode #1.7
  - - épisode #1.6
  - - épisode #1.1
- 2009 : Gracie!
- 2009 : A Boy Called Dad
- 2006 : The Old Curiosity Shop
  - - 1 épisode : Masterpiece Theatre
- 2006 : The Ruby in the Smoke
  - - 1 épisode : The Ruby in the Smoke
- 2005 : ShakespeaRe-Told
  - - 1 épisode : Much Ado About Nothing
- 2004 : North & South (Tous les épisodes)
- 2003 : Pleasureland
- 2003 : Clocking Off (1 épisode)

### Court métrage
- 2001 : About a Girl (durée : 9 minutes)

## Distinctions

### Récompense
- 2011 : Primetime Emmy Award de la meilleure réalisation pour une mini-série ou un téléfilm

### Nomination
- 2012 : Primetime Emmy Award de la meilleure réalisation pour une série télévisée dramatique